# Östervåla
Östervåla – miejscowość (tätort) w Szwecji, w regionie administracyjnym (län) Uppsala, w gminie Heby.
Według danych Szwedzkiego Urzędu Statystycznego liczba ludności wyniosła: 1696 (31 grudnia 2015), 1760 (31 grudnia 2018) i 1801 (31 grudnia 2019).